# Le Déluge (Oise)
Pour les articles homonymes, voir Le Déluge.
Le Déluge est une ancienne commune française située dans le département de l'Oise en région Hauts-de-France.
Depuis le 1er janvier 2017, Le Déluge devient une commune déléguée au sein de la commune nouvelle de La Drenne avec La Neuville-d'Aumont et Ressons-l'Abbaye. Le chef-lieu de la commune nouvelle est fixé dans l'ancienne commune.
Les habitants de la commune déléguée s'appellent les Diluviens et les Diluviennes.

## Géographie
| La Neuville-d'Aumont | Le Coudray-sur-Thelle |                       |
| Ressons-l'Abbaye     | du Déluge             | Laboissière-en-Thelle |
|                      | Corbeil-Cerf          |                       |

## Toponymie
Le nom de la localité est attesté sous les formes de Deloris (Delogio) (vers 1145) ; Petro de logiis (vers 1150) ; Sarracena de logio (1152) ; de Deloge (1152) ; Girardo de Dilugio (vers 1160) ;  de Dilugio (vers 1170) ; adam des loges (1170) ; in dilugio (1180) ; Deliuge (1183) ; Dilugium (1237) ; Girardus de Deloge (vers 1200) ; Dilvagium (vers 1230) ; Delouge (1237) ; Johannes de dilogio (XIIIe) ; Diluvium (1237) ; Johannes de dilugio (1244) ; de diluvio (XIIIe) ; Aliaumus de Delogio (XIIIe) ; Deluge (1303) ; Deloge (1346) ; gerart de Doulouge (1376) ; Jehan de Delouge (1339) ; le deluge (XIVe) ; le Delouge (1409) ; le Dilouge (1415) ; fief terre et seigneurie du deluge (1478) ; le Deluge (1667) ; le Déluge (1840).

Les habitants du Déluge sont les Diluviens.

## Histoire
1237, 1244, 1280, Girard et Thibaud du Déluge, chevaliers ainsi que Jean du Déluge, écuyer, cèdent des biens au profit des religieux de Saint-Denis en France.
La commune constituée lors de la Révolution française, absorbe fugacement celle de Ressons-l'Abbaye, entre 1827 et 1833.
Les communes du Déluge, de La Neuville-d’Aumont et de Ressons-l’Abbaye envisagent de se regrouper en 2017 pour former une commune nouvelle afin de mutualiser leurs moyens et d’éviter pendant plusieurs années une baisse des dotations de l’État. La décision de fusion et de création de La Drenne est prise par arrêté préfectoral de mai 2016 et prend effet le 1er janvier 2017.

## Politique et administration

La communauté de communes des Sablons dans le département de l'Oise.

### Rattachements administratifs et électoraux
La commune se trouvait dans l'arrondissement de Beauvais du département de l'Oise. Pour l'élection des députés, elle faisait partie de la deuxième circonscription de l'Oise.
Elle faisait partie depuis 1801 du canton de Noailles puis a été intégrée, dans le cadre du redécoupage cantonal de 2014 en France, au canton de Chaumont-en-Vexin.

### Intercommunalité
La commune était  membre de la communauté de communes des Sablons.

### Liste des maires
| Période                                  | Période       | Identité                 | Étiquette | Qualité                  |
| ---------------------------------------- | ------------- | ------------------------ | --------- | ------------------------ |
| Les données manquantes sont à compléter. |               |                          |           |                          |
| 1962                                     |               | Gaston Régnier           |           |                          |
| Les données manquantes sont à compléter. |               |                          |           |                          |
| mars 2001                                | mars 2008     | Jean Bailly              |           |                          |
| mars 2008                                | 2014          | Raymonde Olivier         |           |                          |
| 2014                                     | décembre 2016 | Jean-Sébastien Delaville | SE        | Entrepreneur en bâtiment |

| Période      | Période  | Identité                 | Étiquette | Qualité                  |
| ------------ | -------- | ------------------------ | --------- | ------------------------ |
| janvier 2017 | En cours | Jean-Sébastien Delaville | SE        | Entrepreneur en bâtiment |

### Jumelages
En regroupement avec les communes du Coudray-sur-Thelle, de La-Neuville-d'Aumont et de Ressons-l'Abbaye, le village est jumelé avec quatre communes d'Écosse de la région de Dumfries and Galloway : Dunscore, Keir, Penpont et Tynron. Une association loi de 1901 nommée « Vieille Alliance » anime ce jumelage.
- Dunscore (Écosse)
- Keir (Écosse)
- Penpont (Écosse)
- Tynron (Écosse)

## Démographie
Évolution démographique
L'évolution du nombre d'habitants est connue à travers les recensements de la population effectués dans la commune depuis 1793. À partir du 1er janvier 2009, les populations légales des communes sont publiées annuellement dans le cadre d'un recensement qui repose désormais sur une collecte d'information annuelle, concernant successivement tous les territoires communaux au cours d'une période de cinq ans. 
Pour les communes de moins de 10 000 habitants, une enquête de recensement portant sur toute la population est réalisée tous les cinq ans, les populations légales des années intermédiaires étant quant à elles estimées par interpolation ou extrapolation. Pour la commune, le premier recensement exhaustif entrant dans le cadre du nouveau dispositif a été réalisé en 2004,.
En 2014, la commune comptait 523 habitants, en évolution de +8,28 % par rapport à 2009 (Oise : +2,14 %, France hors Mayotte : +2,49 %).
| 1793 | 1800 | 1806 | 1821 | 1831 | 1836 | 1841 | 1846 | 1851 |
| ---- | ---- | ---- | ---- | ---- | ---- | ---- | ---- | ---- |
| 451  | 449  | 481  | 405  | 502  | 415  | 420  | 459  | 477  |

| 1856 | 1861 | 1866 | 1872 | 1876 | 1881 | 1886 | 1891 | 1896 |
| ---- | ---- | ---- | ---- | ---- | ---- | ---- | ---- | ---- |
| 484  | 454  | 450  | 433  | 394  | 401  | 395  | 363  | 333  |

| 1901 | 1906 | 1911 | 1921 | 1926 | 1931 | 1936 | 1946 | 1954 |
| ---- | ---- | ---- | ---- | ---- | ---- | ---- | ---- | ---- |
| 340  | 331  | 339  | 290  | 295  | 301  | 260  | 255  | 227  |

| 1962 | 1968 | 1975 | 1982 | 1990 | 1999 | 2004 | 2009 | 2014 |
| ---- | ---- | ---- | ---- | ---- | ---- | ---- | ---- | ---- |
| 198  | 225  | 249  | 406  | 463  | 492  | 484  | 483  | 523  |

Pyramide des âges
La population de la commune est relativement jeune. Le taux de personnes d'un âge supérieur à 60 ans (18,4 %) est en effet supérieur au taux national (21,6 %) tout en étant toutefois inférieur au taux départemental (17,5 %).
Contrairement aux répartitions nationale et départementale, la population masculine de la commune est supérieure à la population féminine (50,3 % contre 48,4 % au niveau national et 49,3 % au niveau départemental).
La répartition de la population de la commune par tranches d'âge est, en 2007, la suivante :
- 50,3 % d’hommes (0 à 14 ans = 19,8 %, 15 à 29 ans = 16 %, 30 à 44 ans = 22,2 %, 45 à 59 ans = 24,3 %, plus de 60 ans = 17,7 %) ;
- 49,7 % de femmes (0 à 14 ans = 15,8 %, 15 à 29 ans = 16,7 %, 30 à 44 ans = 22,5 %, 45 à 59 ans = 25,8 %, plus de 60 ans = 19,2 %).

| Hommes | Classe d’âge | Femmes |
| ------ | ------------ | ------ |
| 0,0    | 90 ans ou +  | 0,0    |
| 2,5    | 75 à 89 ans  | 4,6    |
| 15,2   | 60 à 74 ans  | 14,6   |
| 24,3   | 45 à 59 ans  | 25,8   |
| 22,2   | 30 à 44 ans  | 22,5   |
| 16,0   | 15 à 29 ans  | 16,7   |
| 19,8   | 0 à 14 ans   | 15,8   |

| Hommes | Classe d’âge | Femmes |
| ------ | ------------ | ------ |
| 0,2    | 90 ans ou +  | 0,8    |
| 4,5    | 75 à 89 ans  | 7,1    |
| 11,0   | 60 à 74 ans  | 11,5   |
| 21,1   | 45 à 59 ans  | 20,7   |
| 22,0   | 30 à 44 ans  | 21,6   |
| 20,0   | 15 à 29 ans  | 18,5   |
| 21,3   | 0 à 14 ans   | 19,9   |

## Culture locale et patrimoine

### Lieux et monuments

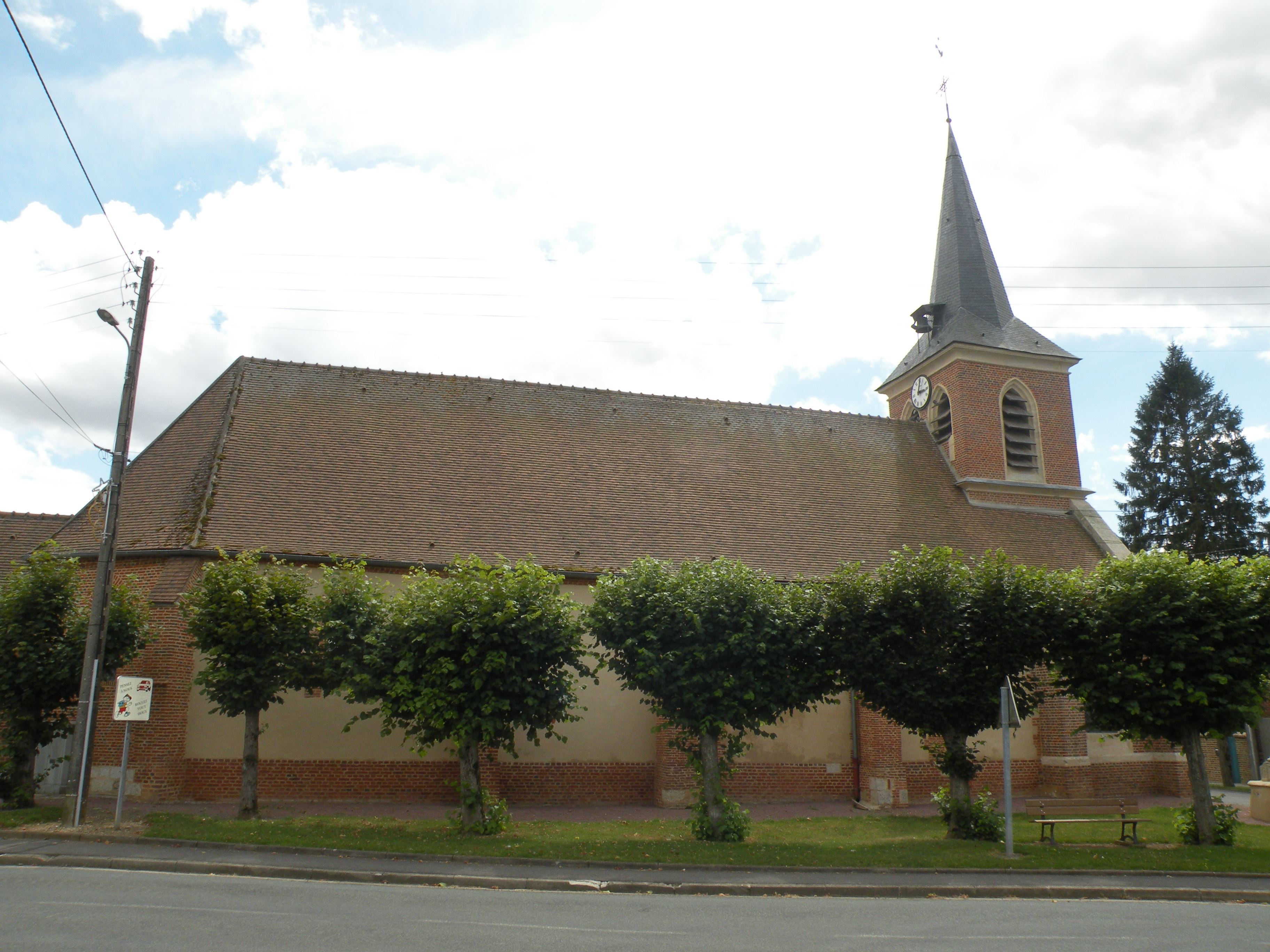
Église Saint-Jean-Baptiste.

Le Déluge ne compte aucun monument historique classé ou inscrit sur son territoire.
On peut néanmoins noter l'église Saint-Jean-Baptiste : sans style particulier, l'église entièrement bâtie en briques se compose d'un long vaisseau unique, qui se termine par un chevet à pans coupés. La construction remonte à la limite entre le XVIe et le XVIIe siècle, sauf pour la première travée, qui a été ajoutée au XIXe siècle. C'est la seule partie digne d'intérêt, et également la seule partie qui est voûtée d'ogives. 
De style néogothique, elle présente une subdivision entre travée centrale et bas-côtés, dont l'un sert de chapelle baptismale. La tribune au-dessus de la travée centrale est aujourd'hui condamnée. Au-dessus, se trouve l'unique étage du clocher, dont chaque face est ajourée de deux lancettes à l'est et à l'ouest, et d'une seule lancette au nord et au sud. 
Le maître-autel du XVIIe siècle est entouré d'intéressantes boiseries, comportant une représentation du saint patron de l'église. Les fonts baptismaux reposent sur un chapiteau du XIIe siècle.

### Héraldique
| Armes de Le Déluge | Les armes du Déluge se blasonnent ainsi : de gueules à un sautoir d'or, cantonné de 4 merlettes du même. |